# Vulturu, Constanța
Vulturu là một xã thuộc hạt Constanța, România. Dân số thời điểm năm 2002 là 752 người.